# Maquahuitl
Een maquahuitl, macuahuitl, strijdknots of obsidiaanzwaard is een met aangescherpte stukken obsidiaan ingelegd stuk hout, dat door de Azteken en andere Meso-Amerikaanse volkeren als wapen werd gebruikt.
Het was een van de belangrijkste wapens in het Azteekse leger. Obsidiaan werd hoog gewaardeerd vanwege zijn scherpe randen en Bernal Díaz del Castillo beschreef dat de maquahuitl scherp en krachtig genoeg was om in één slag de kop van een paard af te slaan. Er bestonden zowel maquahuitls voor één hand als voor twee handen, en soms waren zij gekromd in de vorm van een sabel.
Als nadeel van het wapen gold het gewicht en de logheid ervan. Ook hadden de krijgers veel ruimte nodig om het te hanteren, zodat ze niet in gesloten formaties konden opereren. Waarschijnlijk werd de tegenstander eerst bewusteloos geslagen door met de platte kant het hoofd in te slaan, waarna met het scherpe obsidiaan de tegenstander werd verwond of gedood.

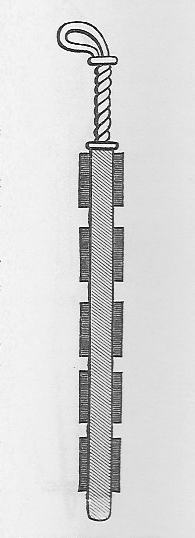
15e-eeuwse tekening van een maquahuitl

De Azteken hebben het gebruik van de maquahuitl waarschijnlijk overgenomen van de Mixteken. Elders in het precolumbiaanse Amerika was de macana in gebruik, een vergelijkbaar wapen dat echter niet was ingelegd met obsidiaan, en dus minder dodelijk was.